# خط طول 99° غرب
خط طول 99° غرب هو أحد خطوط الطول الجغرافية، والتي تمتد من القطب الشمالي الجغرافي إلى القطب الجنوبي الجغرافي، وحسب التحويل الزمني يتأخر خط طول 99° غرب عن خط غرينتش بـ6 ساعة و36 دقيقة.

## من القطب إلى القطب
ينطلق خط طول 99° غرب من القطب الشمالي نحو القطب الجنوبي مرورا بالمناطق التي ترد في الجدول التالي:
| الإحداثيات                         | البلد أو الإقليم أو البحر | ملاحظات |
| ---------------------------------- | ------------------------- | --- |
| 90°0′N 99°0′W / 90.000°N 99.000°W  | المحيط المتجمد الشمالي    | |
| 80°6′N 99°0′W / 80.100°N 99.000°W  | كندا                      | نونافوت — جزيرة ميغان [لغات أخرى]‏ |
| 79°43′N 99°0′W / 79.717°N 99.000°W | Peary Channel             | |
| 78°49′N 99°0′W / 78.817°N 99.000°W | Hassel Sound              | |
| 78°5′N 99°0′W / 78.083°N 99.000°W  | كندا                      | نونافوت — جزيرة اليف رينجنس [لغات أخرى]‏ |
| 77°53′N 99°0′W / 77.883°N 99.000°W | Unnamed waterbody         | |
| 76°40′N 99°0′W / 76.667°N 99.000°W | كندا                      | نونافوت — Ricards Island و Bathurst Island |
| 75°0′N 99°0′W / 75.000°N 99.000°W  | Parry Channel             | مرورا بغرب Young Island, نونافوت, كندا (في 74°18′N 98°50′W / 74.300°N 98.833°W) · مرورا بشرق Hamilton Island, نونافوت, كندا (في 74°11′N 99°8′W / 74.183°N 99.133°W) |
| 73°59′N 99°0′W / 73.983°N 99.000°W | كندا                      | نونافوت — Russell Island, Mecham Island و جزيرة أمير ويلز (نونافوت) |
| 71°24′N 99°0′W / 71.400°N 99.000°W | Larsen Sound              | |
| 69°58′N 99°0′W / 69.967°N 99.000°W | مضيق فيكتوريا             | |
| 69°9′N 99°0′W / 69.150°N 99.000°W  | كندا                      | نونافوت — جزيرة الملك وليام |
| 68°56′N 99°0′W / 68.933°N 99.000°W | خليج الملكة مود           | |
| 68°4′N 99°0′W / 68.067°N 99.000°W  | كندا                      | نونافوت — جزيرة أوريلي |
| 68°1′N 99°0′W / 68.017°N 99.000°W  | خليج الملكة مود           | |
| 67°43′N 99°0′W / 67.717°N 99.000°W | كندا                      | نونافوت مانيتوبا — من 60°0′N 99°0′W / 60.000°N 99.000°W, مرورا عبر بحيرة وينيبيغ |
| 49°0′N 99°0′W / 49.000°N 99.000°W  | الولايات المتحدة          | داكوتا الشمالية داكوتا الجنوبية — من 45°56′N 99°0′W / 45.933°N 99.000°W نبراسكا — من 43°0′N 99°0′W / 43.000°N 99.000°W كانساس — من 40°0′N 99°0′W / 40.000°N 99.000°W أوكلاهوما — من 37°0′N 99°0′W / 37.000°N 99.000°W تكساس — من 34°13′N 99°0′W / 34.217°N 99.000°W |
| 26°23′N 99°0′W / 26.383°N 99.000°W | المكسيك                   | ولاية تاماوليباس ولاية نويفو ليون — من 26°5′N 99°0′W / 26.083°N 99.000°W Tamaulipas — من 25°4′N 99°0′W / 25.067°N 99.000°W ولاية سان لويس بوتوسي — من 22°34′N 99°0′W / 22.567°N 99.000°W ولاية هيدالغو — من 21°17′N 99°0′W / 21.283°N 99.000°W ولاية مكسيكو — من 20°2′N 99°0′W / 20.033°N 99.000°W Hidalgo — من 19°53′N 99°0′W / 19.883°N 99.000°W Mexico State — من 19°49′N 99°0′W / 19.817°N 99.000°W مدينة مكسيكو — من 19°22′N 99°0′W / 19.367°N 99.000°W ولاية موريلوس — من 19°5′N 99°0′W / 19.083°N 99.000°W ولاية بويبلا — من 18°23′N 99°0′W / 18.383°N 99.000°W ولاية غيريرو — من 18°15′N 99°0′W / 18.250°N 99.000°W ولاية بويبلا — من 18°23′N 99°0′W / 18.383°N 99.000°W |
| 16°35′N 99°0′W / 16.583°N 99.000°W | المحيط الهادئ             | |
| 60°0′S 99°0′W / 60.000°S 99.000°W  | المحيط الجنوبي            | |
| 71°40′S 99°0′W / 71.667°S 99.000°W | القارة القطبية الجنوبية   | المطالب الإقليمية بالقارة القطبية الجنوبية |